# Marsac-sur-Don
Marsac-sur-Don (bretonisch: Marzheg) ist eine französische Gemeinde mit 1.529 Einwohnern (Stand: 1. Januar 2022) im Département Loire-Atlantique in der Region Pays de la Loire; sie gehört zum Arrondissement Châteaubriant-Ancenis und ist Teil des Kantons Guémené-Penfao. Die Einwohner werden Marsacais genannt.

## Geografie
Marsac-sur-Don liegt etwa 40 Kilometer nordnordwestlich von Nantes am Fluss Don, einem Zufluss der Vilaine, der auch die nordwestliche Gemeindegrenze bildet. Umgeben wird Marsac-sur-Don von den Nachbargemeinden Derval im Norden, Jans im Nordosten, Nozay im Osten und Südosten, Vay im Süden, Guémené-Penfao im Westen und Nordwesten sowie Conquereuil im Nordwesten.

## Bevölkerungsentwicklung
| Jahr                       | 1962 | 1968 | 1975 | 1982 | 1990 | 1999 | 2006 | 2017 |
| Einwohner                  | 1293 | 1227 | 1166 | 1197 | 1192 | 1200 | 1327 | 1507 |
| Quellen: Cassini und INSEE |      |      |      |      |      |      |      |      |

## Sehenswürdigkeiten
- Kirche Saint-Martin, Ende des 19. Jahrhunderts erbaut

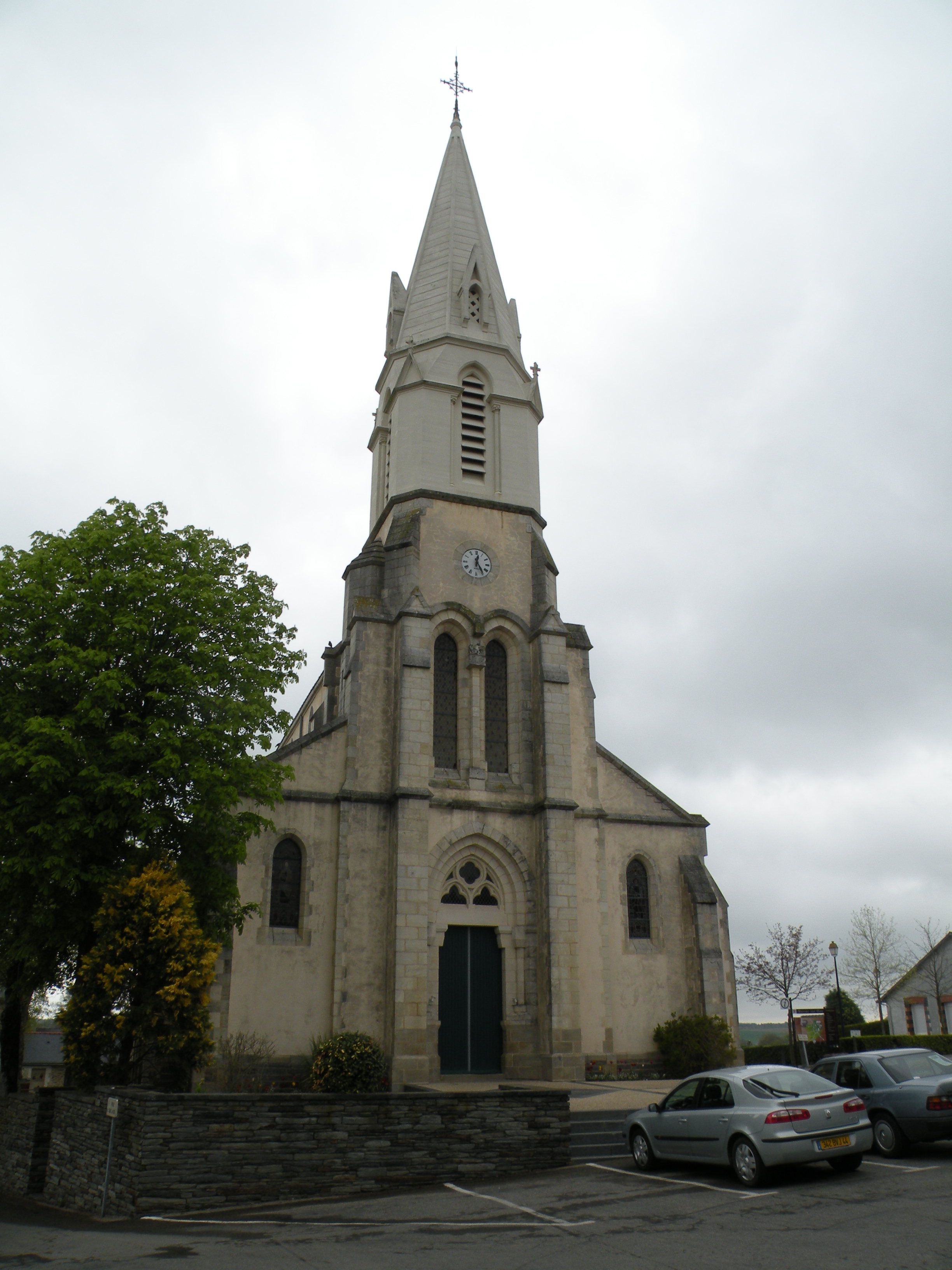
Kirche Saint-Martin